# Стенли куп плејоф 2004.
Стенли куп плејоф Националне хокејашке лиге (НХЛ) који је одигран 2004. године почео је 7. априла а завршио 7. јуна победом Тампа Беј лајтнингса над Калгари флејмсима, резултатом 4-3 у финалној серији. Овим тријумфом, Тампа Беј лајтнингси су стигли до свог првог Стенлијевог трофеја у овом такмичењу након свега три учешћа у плејофу. Флејмсима је ово било треће финале (1986. поражени од Монтреала 4-1 а 1989. су истог ривала победили са 4-2).
Шеснаест тимова који су се пласирали у плејоф, по осам из обе дивизије, играли су елиминаторни турнир у серијама на четири добијене утакмице кроз четири фазе такмичења (четвртфинале конференције, полуфинале конференције, финале конференције и Стенли куп финале). Овај формат се примењује од плејофа 1999. године.
Нешвил предаторси су се, након шест сезона у НХЛ лиги, први пут пласирали у плејоф.

## Учесници плејофа
У плејоф су се пласирали шампиони свих шест дивизија и по пет најбољих екипа из сваке конференције на основу коначне табеле након завршетка регуларног дела сезоне 2003/04, укупно 16 тимова, по осам из сваке конференције. Тимовима су додељене позиције 1-8 на основу пласмана у својој конференцији.
Филаделфија флајерси (Атлантик), Тампа Беј лајтнингси (Југоисток), Бостон бруинси (Североисток), Детроит ред вингси (Централ), Сан Хозе шаркси (Пацифик) и Ванкувер канакси (Северозапад) били су шампиони својих дивизија по завршетку лигашког дела сезоне 2003/04. Детроит ред вингси су освојили и трофеј Президентс као најбоље пласирани тим лигашког дела такмичења (109 бодова).
Тимови који су се квалификовали за Стенли куп плејоф 2004. следе испод.
| Шампиони источних дивизија |                                    |        |
| #                          | Клуб                               | Бодови |
| (1)                        | Тампа Беј лајтнингси (Југоисток)   | 106    |
| (2)                        | Бостон бруинси (Североисток)       | 104    |
| (3)                        | Филаделфија флајерси (Атлантик)    | 101    |
|                            |                                    |        |
| По пласману на Истоку      |                                    |        |
| #                          | Клуб                               | Бодови |
| (4)                        | Торонто мејпл лифси (Североисток)  | 103    |
| (5)                        | Отава сенаторси (Североисток)      | 102    |
| (6)                        | Њу Џерзи девилси (Атлантик)        | 100    |
| (7)                        | Монтреал канадијанси (Североисток) | 93     |
| (8)                        | Њујорк ајлендерси (Атлантик)       | 91     |

| Шампиони западних дивизија |                                 |        |
| #                          | Клуб                            | Бодови |
| (1)                        | Детроит ред вингси (Централ)    | 109    |
| (2)                        | Сан Хозе шаркси (Пацифик)       | 104    |
| (3)                        | Ванкувер канакси (Северозапад)  | 101    |
|                            |                                 |        |
| По пласману на Западу      |                                 |        |
| #                          | Клуб                            | Бодови |
| (4)                        | Колорадо аваланши (Северозапад) | 100    |
| (5)                        | Далас старси (Пацифик)          | 97     |
| (6)                        | Калгари флејмси (Северозапад)   | 94     |
| (7)                        | Сент Луис блуз (Централ)        | 91     |
| (8)                        | Нешвил предаторси (Централ)     | 91     |

## Распоред и резултати серија
| Четвртфинала конференција (прва рунда) |

| Источна конференција | Источна конференција | Источна конференција | Источна конференција | Источна конференција |
| -------------------- | -------------------- | -------------------- | -------------------- | -------------------- |
| (1)                  | Тампа Беј лајтнингси | 4-1                  | Њујорк ајлендерси    | (8)                  |
| (2)                  | Бостон бруинси       | 3-4                  | Монтреал канадијанси | (7)                  |
| (3)                  | Филаделфија флајерси | 4-1                  | Њу Џерзи девилси     | (6)                  |
| (4)                  | Торонто мејпл лифси  | 4-3                  | Отава сенаторси      | (5)                  |

| Западна конференција | Западна конференција | Западна конференција | Западна конференција | Западна конференција |
| -------------------- | -------------------- | -------------------- | -------------------- | -------------------- |
| (1)                  | Детроит ред вингси   | 4-2                  | Нешвил предаторси    | (8)                  |
| (2)                  | Сан Хозе шаркси      | 4-1                  | Сент Луис блуз       | (7)                  |
| (3)                  | Ванкувер канакси     | 3-4                  | Калгари флејмси      | (6)                  |
| (4)                  | Колорадо аваланши    | 4-1                  | Далас старси         | (5)                  |

| Полуфинала конференција (друга рунда) |

| Источна конференција | Источна конференција | Источна конференција | Источна конференција | Источна конференција |
| -------------------- | -------------------- | -------------------- | -------------------- | -------------------- |
| (1)                  | Тампа Беј лајтнингси | 4-0                  | Монтреал канадијанси | (7)                  |
| (3)                  | Филаделфија флајерси | 4-2                  | Торонто мејпл лифси  | (4)                  |

| Западна конференција | Западна конференција | Западна конференција | Западна конференција | Западна конференција |
| -------------------- | -------------------- | -------------------- | -------------------- | -------------------- |
| (1)                  | Детроит ред вингси   | 2-4                  | Калгари флејмси      | (6)                  |
| (2)                  | Сан Хозе шаркси      | 4-2                  | Колорадо аваланши    | (4)                  |

| Финала конференција |

| Источна конференција | Источна конференција | Источна конференција | Источна конференција | Источна конференција |
| -------------------- | -------------------- | -------------------- | -------------------- | -------------------- |
| (1)                  | Тампа Беј лајтнингси | 4-3                  | Филаделфија флајерси | (3)                  |

| Западна конференција | Западна конференција | Западна конференција | Западна конференција | Западна конференција |
| -------------------- | -------------------- | -------------------- | -------------------- | -------------------- |
| (2)                  | Сан Хозе шаркси      | 2-4                  | Калгари флејмси      | (6)                  |

| СТЕНЛИ КУП ФИНАЛЕ |                      |     |                 |       |
| (И-1)             | Тампа Беј лајтнингси | 4-3 | Калгари флејмси | (З-6) |

| Шампиони 2004.                     |
| ---------------------------------- |
| Тампа Беј лајтнингси (прва титула) |

## Статистика

### Тимови
| Клуб                 | ОУ | П  | И  | ГД | ГП | ГДУ  | ГПУ  | ИВ   | ИМ   |
| -------------------- | -- | -- | -- | -- | -- | ---- | ---- | ---- | ---- |
| Тампа Беј лајтнингси | 23 | 16 | 7  | 60 | 43 | 2.61 | 1.87 | 21.0 | 85.5 |
| Калгари флејмси      | 26 | 15 | 11 | 60 | 53 | 2.31 | 2.04 | 13.9 | 82.6 |
| Филаделфија флајерси | 18 | 11 | 7  | 50 | 43 | 2.78 | 2.39 | 13.1 | 80.3 |
| Сан Хозе шаркси      | 17 | 10 | 7  | 38 | 32 | 2.24 | 1.88 | 12.3 | 91.7 |
| Колорадо аваланши    | 11 | 6  | 5  | 26 | 24 | 2.36 | 2.18 | 18.8 | 80.8 |
| Торонто мејпл лифси  | 13 | 6  | 7  | 27 | 28 | 2.08 | 2.15 | 10.2 | 89.7 |
| Детроит ред вингси   | 12 | 6  | 6  | 24 | 20 | 2.00 | 1.67 | 9.6  | 96.0 |
| Монтреал канадијанси | 11 | 4  | 7  | 24 | 28 | 2.18 | 2.55 | 12.5 | 88.1 |
| Бостон бруинси       | 7  | 3  | 4  | 14 | 19 | 2.00 | 2.71 | 8.0  | 90.0 |
| Ванкувер канакси     | 7  | 3  | 4  | 16 | 19 | 2.29 | 2.71 | 23.1 | 85.0 |
| Отава сенаторси      | 7  | 3  | 4  | 11 | 14 | 1.57 | 2.00 | 8.6  | 87.5 |
| Нешвил предаторси    | 6  | 2  | 4  | 9  | 12 | 1.50 | 2.00 | 3.4  | 93.1 |
| Њујорк ајлендерси    | 5  | 1  | 4  | 5  | 12 | 1.00 | 2.40 | 12.5 | 91.3 |
| Њу Џерзи девилси     | 5  | 1  | 4  | 9  | 14 | 1.80 | 2.80 | 16.7 | 66.7 |
| Далас старси         | 5  | 1  | 4  | 10 | 19 | 2.00 | 3.80 | 18.2 | 71.4 |
| Сент Луис блуз       | 5  | 1  | 4  | 9  | 12 | 1.80 | 2.40 | 4.5  | 90.3 |

Статистика је преузета са званичног сајта НХЛ лиге.
(Легенда: ОУ-одигране утакмице; П-победе; И-изгубљене утакмице; ГД-дати голови; ГП-примљени голови; ГДУ-просек датих голова по утакмици; ГПУ-просек примљених голова по утакмици; ИВ-реализација играча више; ИМ-одбрана са играчем мање)